# Kliek
Een kliek of clique is een kleine informele groep. Er bestaan geen formele criteria om toe te treden tot een kliek, dit is vooral op sympathie en gedeelde interesses gebaseerd. Binnen een kliek is er sprake van een sterke interactie en langdurige relaties, terwijl de kliek zich afschermt van anderen. Kliek kan ook een pejoratieve betekenis hebben als bende of obscuur clubje.
Binnen organisaties treedt ook wel kliekvorming op waardoor een informele organisatie ontstaat. Dalton maakte hierbij onderscheid tussen horizontale, verticale en toevallige klieken.

Bij horizontale klieken zijn de leden afkomstig uit dezelfde laag. Door de onderlinge solidariteit kunnen ze dan wel defensief, dan wel offensief een tegenwicht bieden aan de formele leiding.

Verticale klieken gaan door de lagen heen en de communicatie vergemakkelijken, maar kunnen ook voor partijvorming zorgen die de stabiliteit van de organisatie in gevaar kan brengen.

Toevallige klieken zijn relaties met weinig structuur, waarbij men elkaar ook buiten het werk nog treft. Dit kan de loyaliteit richting de organisatie versterken.